# Seniga
Seniga är en ort och kommun i provinsen Brescia i regionen Lombardiet i Italien. Kommunen hade 1 419 invånare (2018).